# Форстер, Томми
То́мас Фо́рстер (англ. Thomas Forster; апрель 1894 — 6 февраля 1955), также известный как Том или То́мми Фо́рстер — английский футболист, хавбек.
Родился в Нортуиче, Чешир. Начал карьеру в местном клубе «Нортуич Виктория». В январе 1916 года перешёл в «Манчестер Юнайтед», однако из-за войны последующие несколько лет в официальных матчах участия не принимал. В основном составе «Юнайтед» дебютировал 8 ноября 1919 года в матче Первого дивизиона против «Бернли». Выступал на «Олд Траффорд» до лета 1922 года, сыграв в общей сложности 36 матчей за клуб, после чего вернулся в команду «Нортуич Виктория».